# Ngân hàng thương mại cổ phần Phát triển Thành phố Hồ Chí Minh
Ngân hàng thương mại cổ phần Phát triển Thành phố Hồ Chí Minh (tên tiếng Anh: Ho Chi Minh City Development Joint Stock Commercial Bank, tên viết tắt là HDBank) là một trong những ngân hàng thương mại lớn nhất tại Việt Nam, được thành lập vào ngày 11 tháng 2 năm 1989, có trụ sở chính tại số 25, đường Nguyễn Thị Minh Khai, phường Bến Nghé, quận 1, thành phố Hồ Chí Minh.

## Lịch sử
HDBank được thành lập vào ngày 11 tháng 2 năm 1989 với tên gọi ban đầu là Ngân hàng thương mại cổ phần Phát triển Nhà Thành phố Hồ Chí Minh, với nhân sự khoảng 50 nhân viên và vốn điều lệ ban đầu là 3 tỷ đồng. Ngày 28 tháng 12 năm 2010, được sự chấp thuận của Ngân hàng Nhà nước Việt Nam, HDBank hoàn thành việc nâng vốn điều lệ từ 1.550 tỷ đồng lên 3.000 tỷ đồng. Năm 2011, HDBank ra mắt hệ thống nhận diện thương hiệu mới và đổi Ngân hàng thương mại cổ phần Phát triển Nhà Thành phố Hồ Chí Minh thành Ngân hàng thương mại cổ phần Phát triển Thành phố Hồ Chí Minh. Sáng ngày 28 tháng 9 năm 2013, HDBank tổ chức đại hội cổ đông để thông qua việc sáp nhập Ngân hàng thương mại cổ phần Đại Á (DaiABank) vào HDBank. Vào ngày 5 tháng 1 năm 2018, gần 981 triệu cổ phiếu HDB của HDBank chính thức lên sàn HoSE.

## Ban lãnh đạo
- Chủ tịch HĐQT: Kim Byoung-ho[11]
- Phó Chủ tịch Thường trực HĐQT: Nguyễn Thị Phương Thảo
- Phó Chủ tịch HĐQT: Lưu Đức Khánh
- Phó Chủ tịch HĐQT: Nguyễn Thành Đô
- Phó Chủ tịch HĐQT: Nguyễn Hữu Đặng
- Tổng Giám đốc: Phạm Quốc Thanh
- Thành viên HĐQT độc lập: Lê Mạnh Dũng

## Giải thưởng
- Giải thưởng đặc biệt chất lượng thanh toán quốc tế xuất sắc năm 2022[12]
- Giải thưởng Vietnam Digital Awards 2022[13]
- Giải thưởng "Ngân hàng phát hành xuất sắc - Tăng trưởng năng động tại Việt Nam" (2024)[14]

Cùng một số giải thưởng khác...

## Danh hiệu
- Huân chương Lao động hạng Nhì (2018)[15][16]
- Huân chương Lao động (2020)[17]
- Cờ thi đua của Chính phủ (2020)[17]
- Cờ truyền thống của Ủy ban nhân dân Thành phố Hồ Chí Minh (2020)[17]
- Bằng khen của Thủ tướng Chính phủ (2022)[18]
- Cờ Thi đua của Ngân hàng Nhà nước Việt Nam
- Thương hiệu Quốc gia (2024)[19]